# Svenja Schlicht
Svenja Schlicht   (Neumünster, 26 de juny de 1967) és una nedadora alemanya, ja retirada, especialista en esquena i estil lliure, que va competir durant les dècades de 1980 i 1990.
El 1984 va prendre part en els Jocs Olímpics d'Estiu de Los Angeles on va disputar tres proves del programa de natació. Fent equip amb Ute Hasse, Ina Beyermann i Karin Seick guanyà la medalla de plata en els 4x100 metres estils, mentre en els 100 i 200 metres esquena fou sisena. Quatre anys més tard, als Jocs de Seül, participà en quatre proves del programa de natació. Fou setena en els 4x100 metres estils i vuitena en els 200 metres esquena, com a resultats més destacats.
En el seu palmarès també destaca una medalla de bronze al Campionat del Món de natació de 1991 i una medalla de plata i cinc de bronze al Campionat d'Europa de natació de 1983 i 1987. També guanyà 24 campionats nacionals entre 1981 i 1991.